# Seleção Omanense de Futebol
A Seleção de Omã de Futebol representa Omã nas competições de futebol da FIFA. Fundada em 1978, filiou-se à instituição em 1980.

## Seleção de história recente
Com sua federação nacional de futebol  fundada em 1978 e disputando as primeiras eliminatórias para a Copa do Mundo apenas em 1990, a seleção omanense figura como uma das novatas no cenário do futebol mundial. 
A seleção nunca havia conseguido resultados expressivos no cenário internacional, até que em 2009, sagrou-se campeã da Copa do Golfo. Fato este, considerado como a maior conquista desportiva da história do país pelos jornalistas locais.
A maioria dos atletas da seleção omanense jogam nas ligas mais fortes do golfo Pérsico, o que tem contribuído para a evolução do futebol no país. Sob o comando do experiente Le Roy, a seleção conta com um grupo jovem e o investimento do governo. O futebol em Omã deve evoluir nos próximos anos e proporcionando resultados ainda mais expressivos.